# Alexandre Mantacheff
Alexandre Mantacheff (Mantashev ou Mantachev en transcription française ; en arménien : Ալեքսանդր Մանթաշյանց), né le 3 mars 1842 à Tbilissi, Géorgie et mort le 19 avril 1911 à Saint-Pétersbourg, est un magnat du pétrole, un industriel et un philanthrope arménien,. Il est enterré au cimetière arménien de Tbilissi.

## Hommages

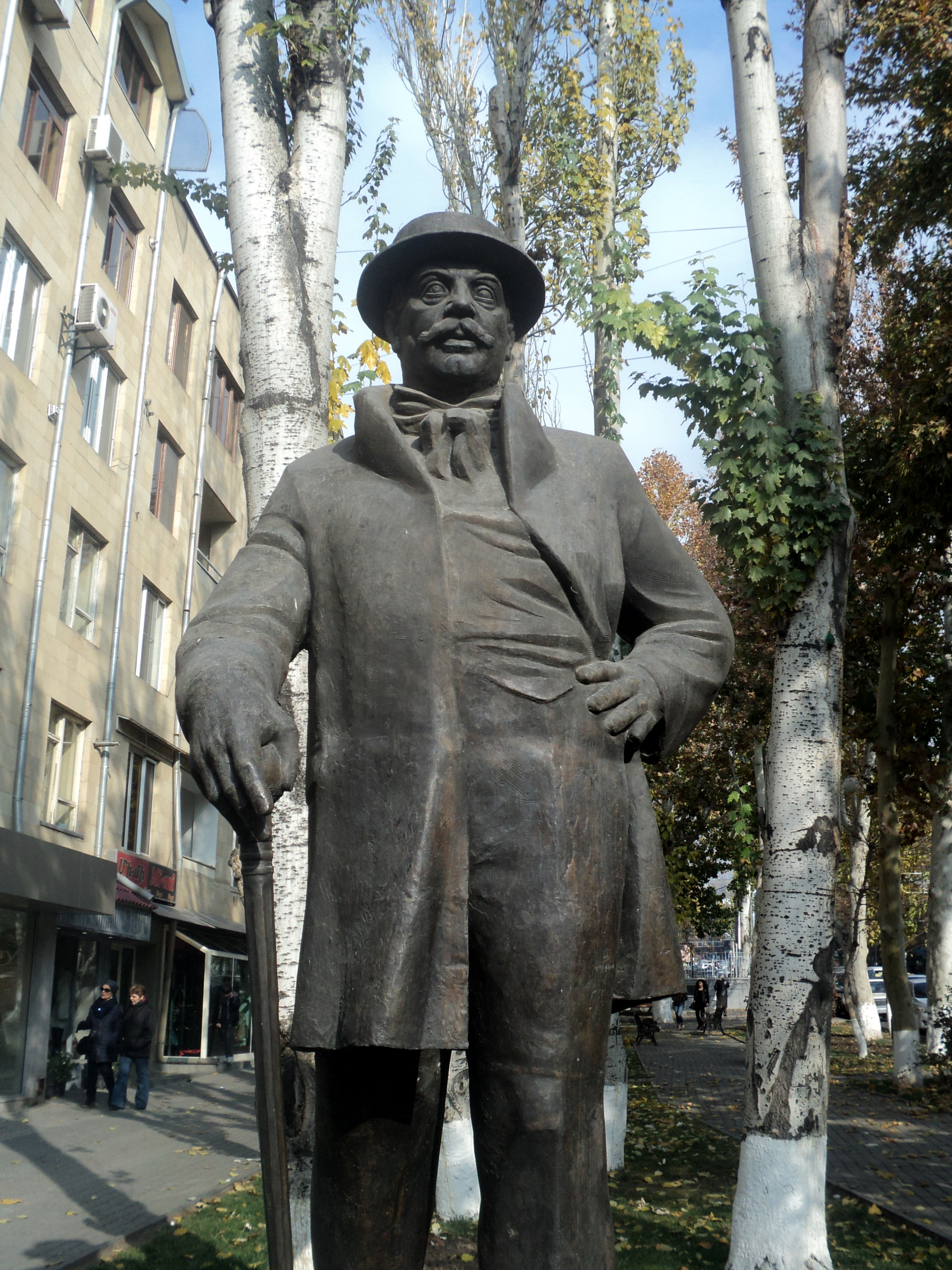
La statue à Erevan.

- Son aide financière à la construction de la cathédrale arménienne Saint-Jean-Baptiste de Paris lui vaut la Légion d'honneur[réf. souhaitée].
- Une statue de Tigran Arzumanian le représente à Erevan.